# عرس

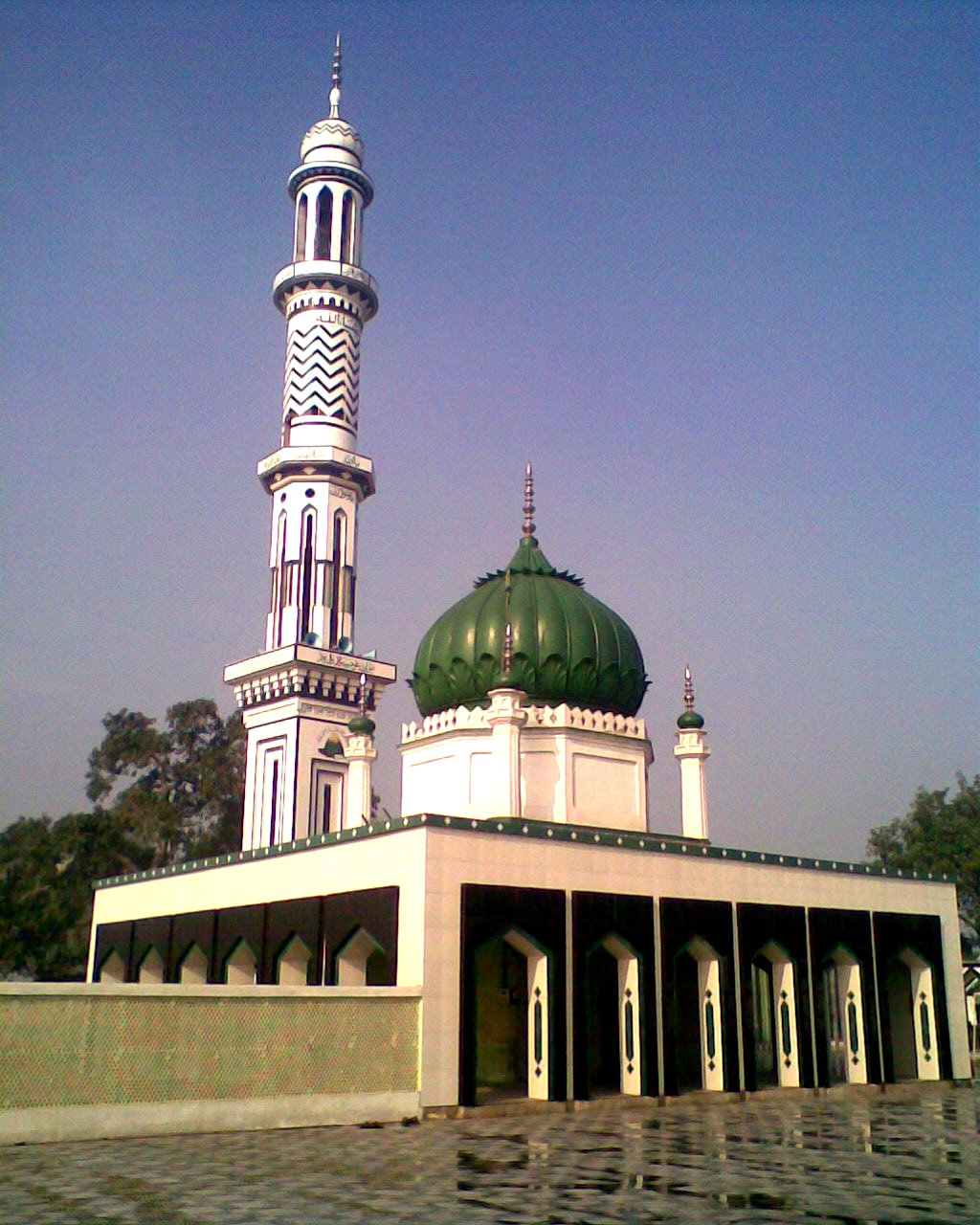
جشن عرس قدیسان نقشبندی اسلامی آل ماهار در ۲۳ مارس هر سال برگزار می‌شود

عُرس (از عربی: عُرس در لغت به معنای عروسی)، سالگرد درگذشت یک قدیس صوفی است که معمولاً در زیارتگاه یا مقبره وی برگزار می‌شود. در بیشتر فرقه‌های صوفیانه مانند نقشبندیه، سهروردیه، چشتیه، قادریه و غیره مفهوم عرس وجود دارد و با شور و شوق جشن گرفته می‌شود. فدائیان این فرقه‌ها از اولیای خود به عنوان دوستداران خدا و معشوق یاد می‌کنند.
آداب و رسوم عرس عموماً توسط متولیان حرم و شیخ زنده سلسله انجام می‌شود. جشن عرس از حمد تا نعت را در بر می‌گیرد و در بسیاری از موارد شامل آواز خواندن موسیقی مذهبی مانند قوالی است. این جشن همچنین شامل غذاهای مختلف، خرید و فروش در بازار و فعالیت انواع مغازه‌ها است.
عرس خواجه معین الدین چشتی در درگاه شریف در شهر اجمر، هر ساله بیش از ۴۰۰۰۰۰ زائر را به خود جذب می‌کند و به عنوان یکی از مشهورترین جشنواره‌های عرس در سراسر جهان شناخته می‌شود.